# Thomas Kinding
Thomas Kinding, né en 1939 et mort en 2019 à Göteborg, est un dramaturge et traducteur suédois de drames et de poésie, notamment des célèbres versions d'un grand nombre des chansons de Jacques Brel, pour lesquelles et pour d'autres services le roi des Belges lui a donné le Croix de Chevalier de l'Ordre de Léopold II.
Parmi ses autres œuvres se trouvent la traduction suédoise de Phèdre (Faidra) de Racine, en alexandrins, et La Grande-duchesse de Gérolstein de Jacques Offenbach. Sa version de Petits crimes conjugaux d'Éric-Emmanuel Schmitt est jouée aux théâtres des villes de Malmö et Stockholm et fut télévisée. Aussi, il a traduit un grand nombre d'opéras et drames de l'italien, l'allemand et l'anglais pour l'Opéra royal à Stockholm et d'autres importants théâtres suédois.
Dans les années 1966-1984, il a contribué à la Radio nationale comme auteur, acteur et régisseur d'une longue suite de satires constituée de 21 pièces de théâtre pour la radio et 4 pour la télévision. Par la société royale Pro Patria (d'origine médiévale, portant ce nom depuis 1766), il fut décoré de la grande médaille royale d'or ainsi que de la médaille royale d'argent « pour mérites civiques ».

## Distinctions
- Chevalier de l'ordre de Léopold II